# Marsdenia volubilis
Marsdenia volubilis är en oleanderväxtart som först beskrevs av Carl von Linné, och fick sitt nu gällande namn av Mordecai Cubitt Cooke. Marsdenia volubilis ingår i släktet Marsdenia och familjen oleanderväxter. Inga underarter finns listade i Catalogue of Life.